# Polydesmus montanus
Polydesmus montanus är en mångfotingart som beskrevs av Daday 1889. Polydesmus montanus ingår i släktet Polydesmus och familjen plattdubbelfotingar.

## Underarter
Arten delas in i följande underarter:
- P. m. ukrainicus
- P. m. valachicus
- P. m. walachicus